# マンフォードのコンパクト性定理
数学におけるマンフォードのコンパクト性定理（マンフォードのコンパクトせいていり、英: Mumford's compactness theorem）とは、「ポアンカレ計量においてある固定された ε > 0 よりも長さが小さい閉測地線を持たない、種数 g > 1 のコンパクトリーマン面の空間はコンパクトである」という定理である。半単純リー代数の離散部分群の集合に関する定理の帰結としてDavid Mumford (1971) によって証明された。マーラーのコンパクト性定理を一般化するものであった。